# Parafia św. Marii Magdaleny w Chorzowie Starym
Parafia św. Marii Magdaleny w Chorzowie Starym – rzymskokatolicka parafia w Chorzowie Starym

## Historia

### Początki parafii
Kościół w Chorzowie Starym od swego początku należał do zakonu bożogrobców. W 1241 roku w czasie najazdu Tatarów 500 wiosek zostało zniszczonych, w tym Chorzów. Ze wsi pozostały tylko pola, i te podarował książę opolski Władysław, proboszczowi miechowskiemu, aby ten je skolonizował i zaludnił. Dokument uprawniający do przejęcia Chorzowa przez zakon bożogrobców został przedstawiony 24 czerwca 1257 roku. Pierwsze informacje o istnieniu kościoła w Chorzowie  sięgają roku 1299. Wówczas w Chorzowie powstał szpital, a co za tym idzie mógł powstać i kościół szpitalny. Pewne jest, że w 1326 roku parafia i kościół już istniały. Wymienione są w sprawozdaniach poboru świętopietrza z 1325-26 jako należące do dekanatu sławkowskiego.

### Rozwój Chorzowa i kościół parafialny
Pierwszy kościół prawdopodobnie w całości był wykonany z drewna. Kościół ten istniał do 1430 roku. Wtedy to wieś została zniszczona przez Husytów, pod dowództwem Mikołaja Żyglina herbu Korucz. Zastąpił go nowy, również drewniany kościół, który przetrwał do 1590 roku. Wtedy ksiądz Błażej Brunowicki wzniósł pierwszą murowaną świątynię w Chorzowie. Wydarzenie to jest potwierdzone w wizytacji kanonicznej z 1598 roku: „Villa Harzow: Ecclesia parochialis murata, tituli Sanctae Mariae Magdalenae consecrata”. W świątyni znajdowały się trzy ołtarze, w wieży kościelnej umieszczono dwa dzwony, a na dachu wieżyczkę z sygnaturką. Okres reformacji na wiernych z Chorzowa nie wywarł większego wpływu. Ksiądz Jan Szacalski przeniósł swoją siedzibę z Bytomia do Chorzowa i przy okazji odnowił kościół. 

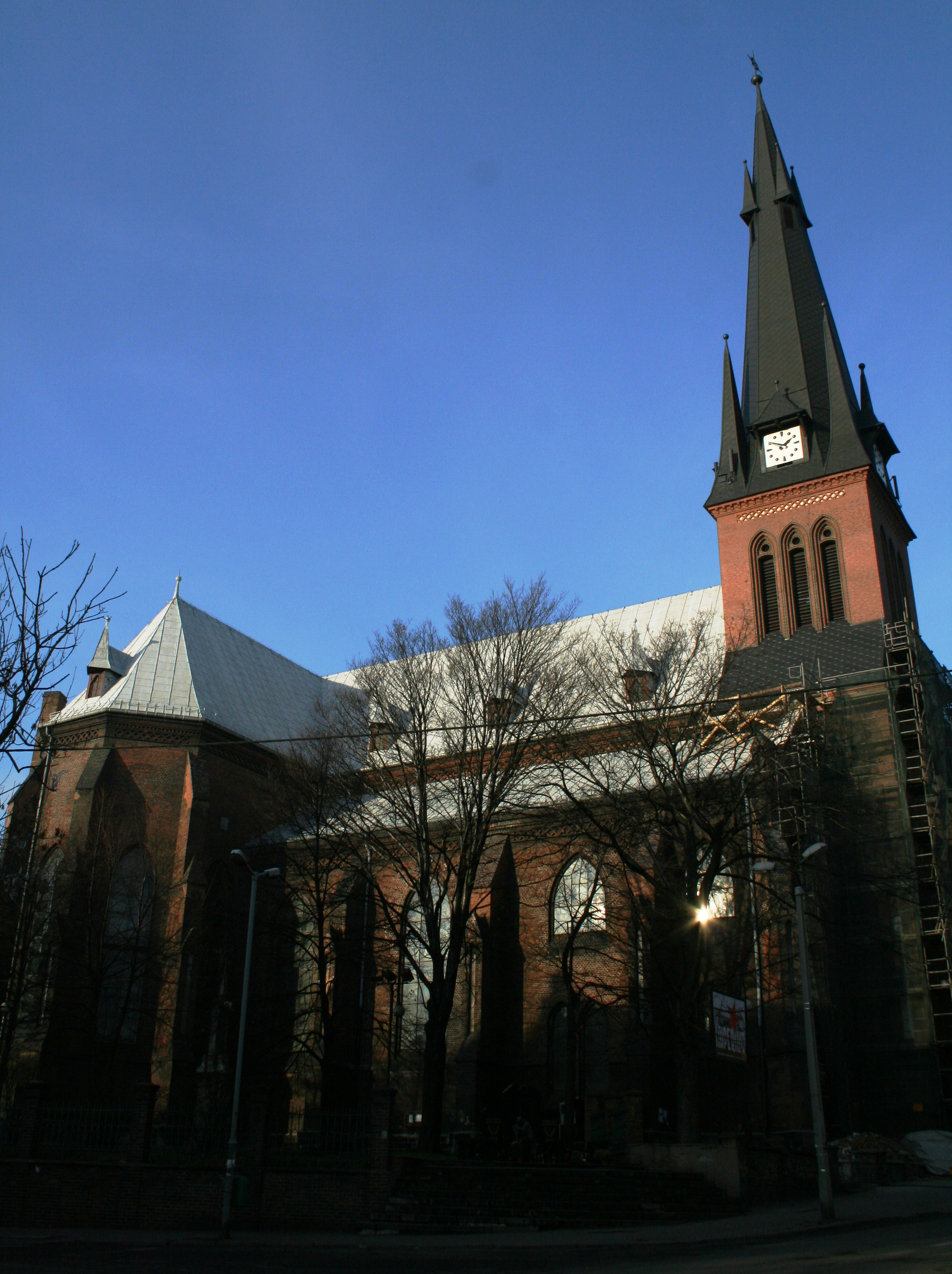
Kościół św. Marii Magdaleny

### Nowy kościół
Nowego kościoła doczekali się parafianie w 1721 roku. Wtedy to bowiem proboszcz chorzowski Stanisław Stępowski wybudował kościół parafialny, o którym posiadamy już więcej wiadomości. 27 lipca 1782 roku, w dzień odpustu parafialnego wybuchł pożar, który strawił kościół i trzydzieści siedem innych gospodarstw. W trzy lata po pożarze z inicjatywy księdza proboszcza Ludwiga Bojarskiego kościół został odbudowany. Po kasacie zakonów w 1810 roku przez  Fryderyka Wilhelma III wszystkie majątki klasztorne przeszły na własność państwa pruskiego, a zakon uległ sekularyzacji. Parafia chorzowska przeszła w ręce kleru diecezjalnego. W drugiej połowie XIX wieku, w związku z uprzemysłowieniem regionu, rosła liczba katolików, a to pociągało za sobą potrzebę podziału parafii, budowę nowego kościoła, względnie rozbudowę starego. Autorem projektu obecnego kształtu kościoła jest Joseph Ebers, który od 1883 roku został zatrudniony przez kurię wrocławską jako architekt diecezjalny. W sierpniu 1888 roku ksiądz Franciszek Kania położył kamień węgielny pod nowy kościół. W 1891 roku wieżę kościoła wieńczy kopuła z krzyżem.

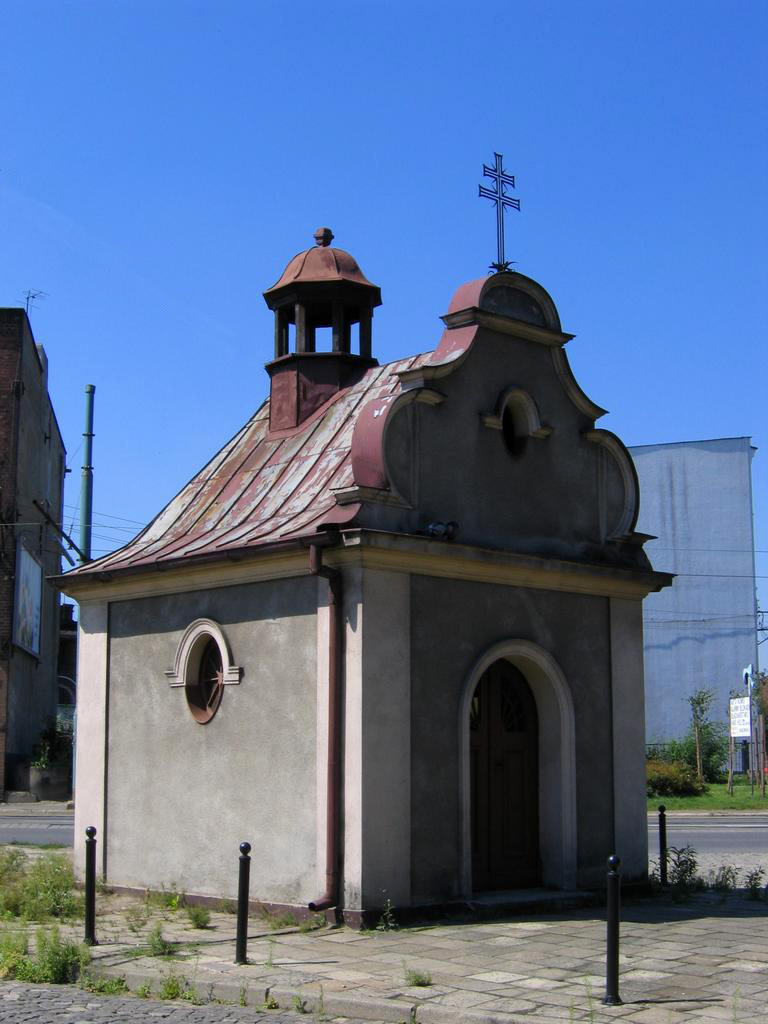
kapliczka Podwyższenia Krzyża przy Placu Piastowskim w Chorzowie Starym

19 grudnia 1892 roku ksiądz dziekan Józef Michalski z Lipin, jako przedstawiciel biskupa wrocławskiego dokonał uroczystego poświęcenia świątyni.  Kościół został zbudowany w stylu neogotyckim. Wieża kościelna liczy 75 metrów wysokości. Prezbiterium kościoła znajduje się od strony zachodniej, natomiast wieża kościelna od strony wschodniej. We wnętrzu kościoła przeważają sklepienia krzyżowo-żebrowe. Wnętrze kościoła składa się z trzech naw, budowanych w systemie halowym, tzn. równej wysokości, nakrytych sklepieniami o potężnych, okrągłych filarach. W prezbiterium kościoła szczególne wrażenie robią trzy obrazy. Główny obraz przedstawia moment spotkania patronki parafii, świętej Marii Magdaleny, ze zmartwychwstałym Jezusem Chrystusem. Po bokach znajdują się obrazy świętego Izydora, patrona rolników oraz św. Floriana, patrona miasta Chorzów. Obrazy te są autorstwa krakowskiego malarza, Juliusza Makarewicza. W kościele są trzy kaplice. Po lewej stronie prezbiterium znajduje się kaplica Najświętszej Maryi Panny, po prawej stronie -  kaplica Serca Pana Jezusa, a w tyle kościoła - kaplica Matki Boskiej Bolesnej.
Na terenie należącym do parafii św. Marii Magdaleny w Chorzowie Starym leży mała kapliczka Podwyższenia Krzyża. Kapliczka ta początkowo znajdowała się na ulicy Tadeusza Kościuszki. Legenda głosi, że w miejscu gdzie stoi dziś kapliczka mieścił się pierwszy chorzowski szpital pod patronatem bożogrobców oraz cmentarz. Tak więc przypuszcza się, że kapliczka była usytuowana na cmentarzu, a więc pełniła funkcję kaplicy cmentarnej.  Fundatorem kaplicy Podwyższenia Krzyża jest urząd gminy Chorzów. Aktu poświęcenia dokonał kanonik Stefan Szwajnoch.  W 1926 roku została ona przeniesiona na plac Piastowski i tam stoi po dziś dzień. Na wierzchołku kaplicy znajduje się mała kopuła, którą wieńczy podwójny krzyż - symbol zakonu bożogrobców.

## Duchowni związani z parafią

### Proboszczowie parafii

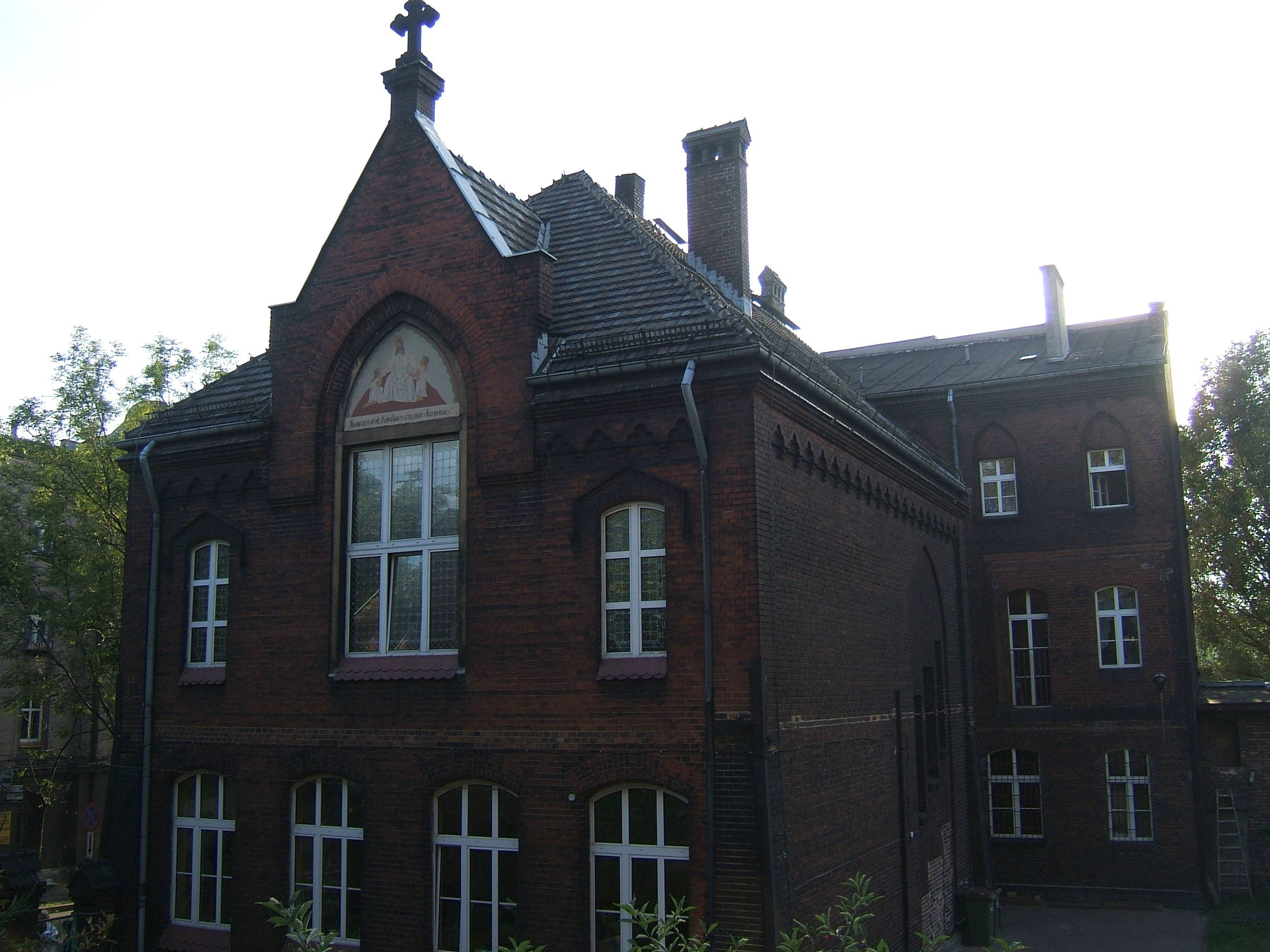
Budynek byłego klasztoru - w latach 1909 - 1985 przebywały tu Siostry Boromeuszki

- ks. Józef Beder 1817-1855
- ks. Franciszek Kania 1855-1900
- ks. Franciszek Adamek 1901-1913
- ks. Karol Namysło 1914-1925
- ks. Stefan Szwajnoch 1925-1937
- ks. Augustyn Koźlik 1938-1952
- ks. Edward Droździok 1953-1968
- ks. Stanisław Woźniak 1968-1972
- ks. Franciszek Hornik 1972-1986
- ks. Jan Piwczyk 1986-2005
- ks. Edward Chmiel 2005-2014
- ks. Krzysztof Skiba od 2014

### Księża pochodzący z parafii
- Ludwik Mzyk – błogosławiony i męczennik Kościoła katolickiego, polski werbista, zamordowany przez Niemców w obozie koncentracyjnym KL Posen
- Jan Macha – błogosławiony i męczennik Kościoła katolickiego, zamordowany przez Niemców 3 grudnia 1942) w więzieniu w Katowicach